# FLIP7
FLIP7 (англ. fly larvae immune peptides) — комплекс антимикробных пептидов, продуцируемый иммунокомпетентными клетками хирургических личинок красноголовых синих падальниц (Calliphora vicina) в ответ на бактериальное заражение.
FLIP7 включает в себя пептиды с прямой антибактериальной активностью: дефензины, диптерицины, цекропины, пролин-богатые пептиды. FLIP7 разрушает матрикс бактериальной биоплёнки и лизирует встроенные в матрикс бактериальные клетки.
К FLIP7 чувствительны представители семейств Coccaceae, Enterobacteriaceae, Bacillaceae, Pseudomonadaceae, Moraxellaceae и Corynebacteriaceae, включая некоторые клинические изоляты Escherichia coli, Klebsiella pneumoniae, Acinetobacter baumannii и Pseudomonas aeruginosa. Escherichia coli, Klebsiella pneumoniae и Acinetobacter baumanni не развивают устойчивость к антимикробным компонентам FLIP7. Вместе с тем, выявлены бактерии с природной нечувствительностью к комплексу (Lactobacillus plantarum, Enterococcus faecalis).